# Młynek Janiszewski
Młynek Janiszewski – osiedle w zachodniej części Radomia.
Według Systemu Informacji Miejskiej osiedle obejmuje obszar ograniczony granicami działek, ulicą Warszawską, ulicą Aleksandrowicza,
rzeką Mleczną, granicami działek i granicą miasta. Osiedle Młynek Janiszewski graniczy od północy z osiedlem Wólka Klwatecka, od zachodu – Józefów o Michałów, zaś od południa – Koniówka.
W rejestrze TERYT Młynek Janiszewski wydzielony jest jako część miasta z identyfikatorem SIMC 0973062.